# Валентин Рич
Валентин Исаакович Рабинович е руско-съветски журналист, поет и писател, автор на произведения в жанровете научна фантастика, хумор, мемоари и научно-популярна литература. Пише под псевдонима Валентин Рич.

## Биография и творчество
Роден е в Рига, Латвия на 25 декември 1922 г. Живее в Москва от 1923 г.
Участва във Великата отечествена война в зенитната артилерия на височината Синявино при отбраната на Ленинград, за което получава редица награди.
През 1952 г. завършва редакционно-издателския факултет на Московския полотехнически университет. След дипломиранито си работи 12 години в списание „Горный журнал“.
Той е сред основателите и ръководителите на списание „Химия и жизнь“, работейки в него в продължение на 30 години през 60-80-те години.
Дебютира през 1956 г. в списание „Юность“ с документален очерк за работата на водолазите със съавтор Михаил Черненко, издаден самостоятелно като „Сотый горизонт“ през 1959 г. Първата му фантастична повест „Мушкетёри“ е издадена през 1963 г. и третира темата за посещението на извънземни в Близкия Изток в миналото.
Произведенията на писателя в областта на фантастиката имат предимно хумористичен характер.
Автор е на няколко научнопопулярни книги и голям брой научнопопулярни статии, които чрез интересен стил и искрен интерес представят постиженията на науката и процеса на научните изследвания. Издава и книга за живота на Дмитрий Менделеев.
Валентин Рич живее от 1993 г. в Торонто, Канада, където пише нов тип литература.

## Произведения

### Самостоятелни романи и повести
- Третий полюс (1960) – с Михаил Черненко
- Мушкетеры (1963) – с Михаил Черненко, издаден и като „Сошедшие с неба“
- Рассказ о великом кладе (1963) – с Михаил Черненко
- Сквозь магический кристалл (1964) – с Михаил Черненко
- Виток спирали (1974)
- Неоконченная история искусственных алмазов (1976) – с Михаил Черненко
- Охота за элементами (1982)
- „Уроборос“ (1983)
- В поисках элементов (1985)
- Чистое небо над головой (1985)
- Мокрый луг (1994) – автобиографична повест за Великата отечествена война
- Как оно было, или приключения словес (2009)
- Приключения словес (2012)

### Серия „Касиопейски разкази“ (Кассиопейские рассказы)
- Предисловие переводчика (1964)
- Подвиг профессора Царта (1964)
- Джек и кибер (1964)
- Горе от ума (1966)
- У попа была собака (1990)
- А что потом? (1990)
- Образумились (1990)
- Первый визит (1990)
- Как оно было (1979)
Как беше!, Списание „Наука и техника“, Вестник „Орбита“ (1980), прев. Маргарита Златарова
- Проблема „Бррр“ (1988)

### Разкази
- Сулико (1946)
- Последний мутант (1969)
- Вася (1972)
Вася, сп. „Наука и техника“, бр. 39 (1972), прев.
- Полмиллиона часов (1989)
- Фауст и Маргарита (1990)
- Как погибла цивилизация (1992)

### Сборници
- Просто так (1993) – поезия
- Любовь и все остальное (2005) – поезия
- Полмиллиона часов (2005) – разкази
- Капля в море (2008) – поезия

### Документалистика
- Сотый горизонт (1959)
- Мост Менделеева (1981)
- Для жатвы народной (1983) – за Дмитрий Менделеев
- Я – энциклопедия (2006) – мемоари